# José Vásquez
 José Vásquez (Lima, 9 de enero de 1957) es un exfutbolista peruano que jugaba de delantero y jugó en clubes de Perú, Honduras, Guatemala y El Salvador.
En 1977 fue convocado a la Selección juvenil dirigido por Marcos Calderón que participó en el torneo Sub-20 en Venezuela.

## Trayectoria
Sus inicios en el fútbol fue en el club Defensor Caplina de su ciudad natal.
Después de destacar como seleccionado juvenil de Breña, fue contratado como cadete en Coronel Bolognesi. El año 1979 Don Vito Andrés Bártoli lo contrata para entrenar con el primer equipo municipal y debutó jugando contra Carlos A. Mannucci
Volvió a Tacna para ser titular los años 1981 y 1983. El año 1981 fichó por Sport Boys, equipo el cual se coronó campeón del Descentralizado ese año. 
El año 1985 fue contratado por Sport Pilsen. Al término de la temporada ficha por Huancayo FC, año 1987 va a Alfonso Ugarte. En 1988 jugó en Juventud La Palma.
Con posterioridad viaja a jugar al extranjero a mitad de año, precisamente al fútbol centroamericano y finalmente emigrar a USA, país en él se queda a vivir.

## Clubes
| Club                | País        | Año         |
| ------------------- | ----------- | ----------- |
| Coronel Bolognesi   | Perú        | 1976 – 1978 |
| Deportivo Municipal | Perú        | 1979 – 1980 |
| Coronel Bolognesi   | Perú        | 1981 – 1983 |
| Sport Boys          | Perú        | 1984        |
| Sport Pilsen        | Perú        | 1985        |
| Huancayo F.C.       | Perú        | 1986        |
| Alfonso Ugarte      | Perú        | 1987        |
| Juventud La Palma   | Perú        | 1988        |
| Olimpia             | Honduras    | 1988 – 1989 |
| Suchitepéquez       | Guatemala   | 1989        |
| Atlético Marte      | El Salvador | 1990        |
| Chalatenango        | El Salvador | 1991        |
| Atlético Balboa     | El Salvador | 1992 – 1993 |

## Palmarés

### Campeonatos nacionales
| Título           | Club              | País | Año  |
| ---------------- | ----------------- | ---- | ---- |
| Copa Perú        | Coronel Bolognesi | Perú | 1976 |
| Primera División | Sport Boys        | Perú | 1984 |